# Dör för dig
Dör för dig är en svensk dramafilm från 2021, regisserad av Therese Lundberg. De ledande rollerna spelas av bland andra Anton Forsdik och Adja Krook. Filmen hade premiär den 15 december 2021. Den finns även som TV-serie i åtta delar på UR Play.

## Handling
Dör för dig utspelar sig gymnasiemiljö. Jossan (Adja Krook) träffar på en fest Victor (Anton Forsdik). Snart vävs hon in i en kärlek som hon aldrig tidigare har upplevt. Men det är något med Victor som hon inte riktigt förstår sig på, en sida som hon hoppas ska försvinna.

## Rollista
- Anton Forsdik – Victor
- Adja Krook – Jossan
- Elin Ek (programledare) – mamma